# بيتنبرج
بيتنبرج بلدية في المقاطعة الإدارية لإنترلاكن أوبيرهاسلي كانتون برن في سويسرا.

## التاريخ
عرفت البلدة بداية عام 1275م باسم سوبر روبيس، وفي عام 1281م باسم أوب دين فلوين. وأطلق اسم بيتنبرج على البلدة عام 1357م.

## الجغرافيا
تقع بلدة بيتنبرج بالأسفل من قمة نيديرهورن [الإنجليزية] ومرتفعة عن بحيرة ثون. ولها إطلالة على القمم الجبلية الألبية الثلاث إيجر، مونتش، ويونغفراو.

## السكان
| السنة  | 1764 | 1850 | 1880 | 1900 | 1930 | 1950 | 1960 | 1970 | 1980 | 1990 | 2000 |
| السكان | 547  | 1075 | 1119 | 1082 | 1088 | 1323 | 1303 | 1263 | 1176 | 1373 | 1279 |

## معرض صور

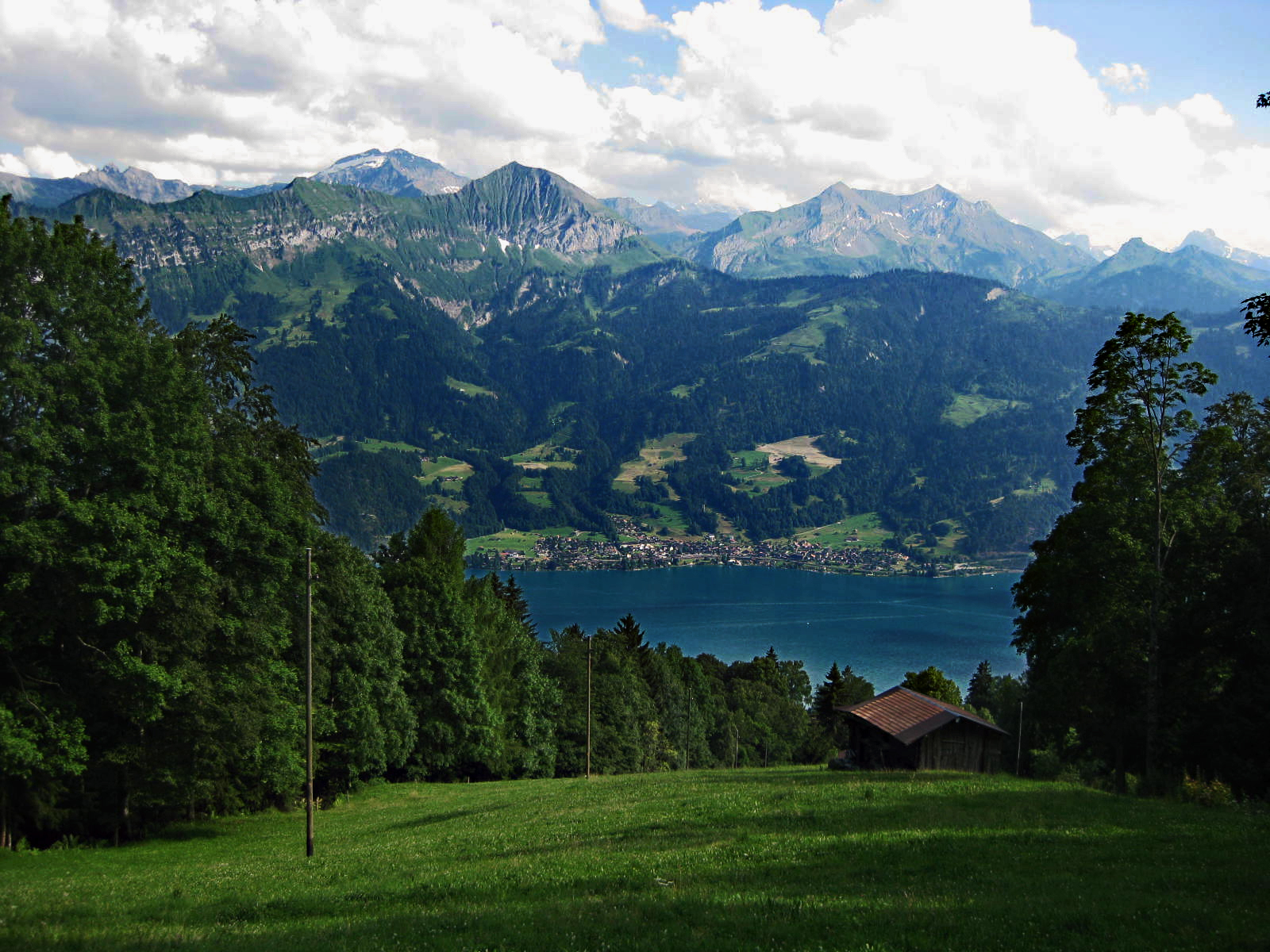
إطلالة من بيتنبرج على بحيرة ثون وبلدة ليسيجين [الإنجليزية]
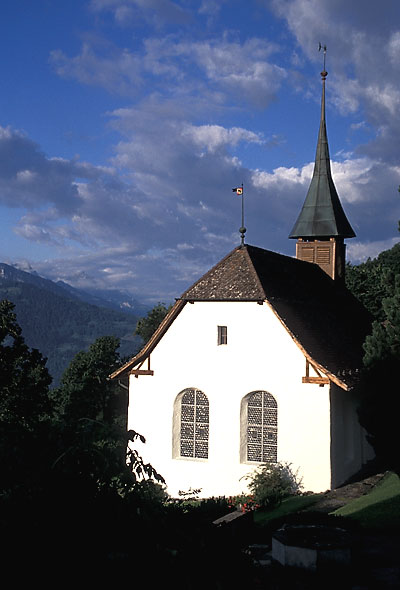
كنيسة في بيتنبرج
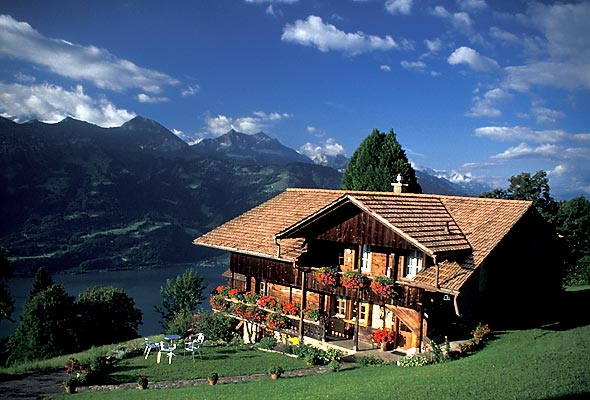
بيت تقليدي في البلدة
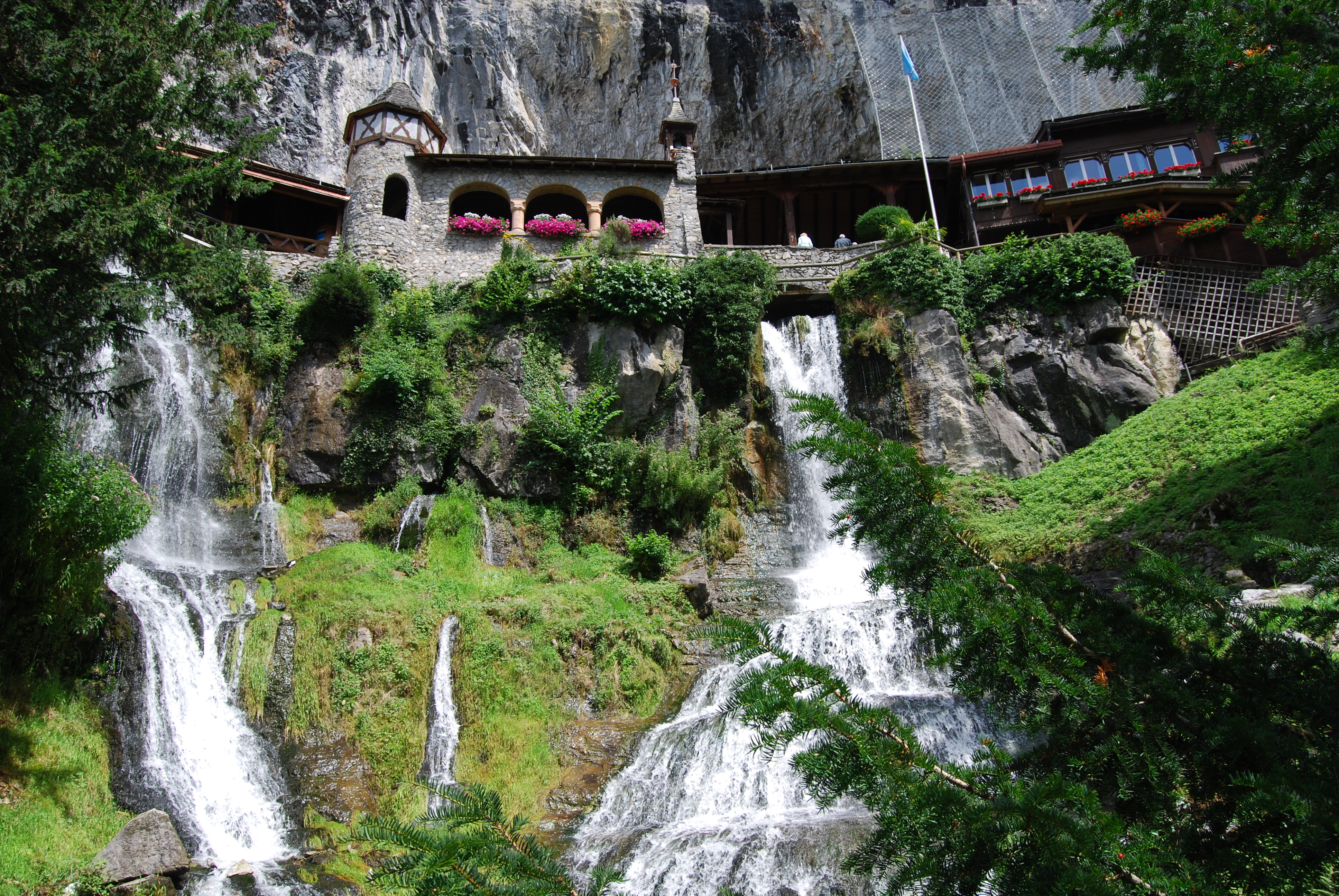
منظر طبيعي في البلدة

## أعلام
- ماري شتاينر